# 疊音鈸
疊音鈸（英語：ride cymbal，又稱叮叮镲）是其中一個在大多數鼓組中的標準部分。在保持一個穩定的鼓點時會使用它， ，而不是使用重音的碎音鈸。它通常放置在落地鼓上方,鼓組的最右側（或慣用手的方向）。
除了打開和關閉時的聲音之外，疊音鈸可以代替腳踏鈸的任何功能或節奏。
疊音鈸是用鼓棍演奏的。

## 術語

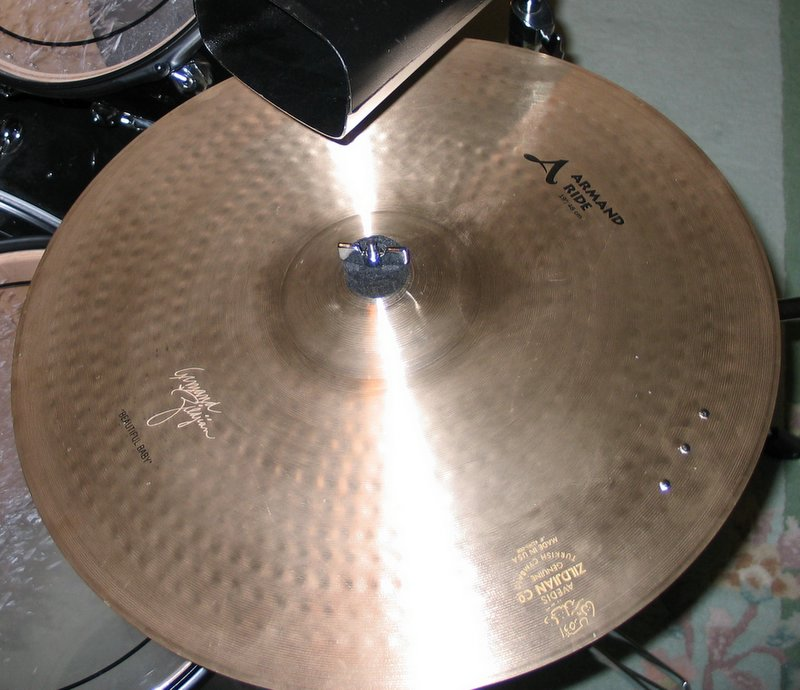
Zildjian 19" Armand 疊音鈸

疊音這個詞是指疊加著音樂，就像描述鈸被擊打後的持續音量。該術語可以描述樂器的功能或特徵。大多數鈸製造商為樂器的不同功能或特徵，而製造特定的鈸。
一些鼓手會使用中國鈸，嘶嘶鈸或專門的音調的鈸，如嗖嗖聲或砰砰聲，作為疊音鈸。當使用鼓掃和錄音時，只要擊打得非常輕柔，即使輕薄的碎音鈸也可以作為疊音鈸。
另一方面，當大聲擊打時，設計為疊音的鈸可能會如同非常響亮，長響的碎音鈸。

### 碎音/疊音鈸
指定作碎音/疊音、或更少見疊音/碎音的鈸可作為大的疊音鈸或第二個疊音鈸，或在非常小的套件中作為唯一的吊鈸。

### 平疊音鈸
即是缺少鈸心的疊音鈸。具有乾燥的碎音和提供清晰的棍子精确度。因為更安靜的聲音，他們在爵士樂鼓中很受歡迎。由Paiste在20世紀60年代開發的平疊音鈸曾被著名的鼓手Roy Haynes，Jack DeJohnette，Paul Wertico，Carter Beauford，Jo Jones和Charlie Watts使用過。
備受推崇的Paiste 602平疊音鈸於2010年重新開賣，但僅限20英寸中型。

### 嘶嘶鈸
嘶嘶鈸比主要的疊音鈸更薄和大，在早期搖滾音樂的一些風格中，嘶嘶鈸常見作為第二個疊音鈸，特別是伴隨著吉他的獨奏。

## 樂句
現代使用疊音鈸的靈感來自於Baby Dodds的節奏。
搖滾和其他風格中最基本的疊音鈸樂句是：
在爵士樂中，這通常會以搖擺音符來演奏。播放ⓘ

## 聲音
當被擊打時，疊音鈸會產生持續，閃閃的聲音，而不是碎音鈸的較短，衰落的聲音。疊音鈸的最常見直徑約為20英寸（51厘米），但從18英寸（46厘米）到22英寸（56厘米）的疊音鈸都是屬標準。較小和較薄的鈸傾向於更暗，發出更閃爍的聲音，而更大和更厚的鈸傾向於在需要更大聲的音量情況下更好地表現，反之亦然。可以使用的疊音鈸尺寸可高達26英寸（66厘米）和低至16英寸（41厘米），目前亦可製造低至8英寸（20厘米）的疊音鈸。最厚和最大的疊音鈸傾向於約22英寸，較大的疊音鈸限制必須要擁有中等和中等薄的厚度。
在搖滾樂或爵士樂中，疊音鈸通常作鼓點定期敲擊，作為伴奏歌曲的一部分。通常鼓手將在腳踏鈸或疊音鈸上的相同固定音型之間變化，例如演奏主歌中的腳踏鈸和樂奏和/或副曲中的疊音鈸。
疊音鈸的聲音也取決於使用什麼樣的鼓棍擊打它。在搖滾樂和金屬音樂，木頭和尼龍頭鼓棒很常見; 木材可以產生更平滑，更安靜的聲音，而尼龍尖端可以產生更多的“Ping”的聲音效果。它會產生低振動，保持穩定的節拍，但聲音音量較低。鈸心，鈸中心凸起的部分，擊打可以產生更明亮，但更不持久的聲音。與鈸邊的微妙聲音相比，鈸心能產生瞭如此明亮的音調。鈸邊的聲音經常被用作模擬另一種鈸的聲音。一些疊音鈸有一個異常大的鐘，更常見於各種形式的金屬音樂和硬搖滾樂。這降低了快速重複敲擊鈸心所需的準確度，並產生比大多數疊音鈸鈸心更響亮，更明亮的音調。